# باشگاه فوتبال آکرینگتون استنلی
باشگاه فوتبال آکرینگتون استنلی (به انگلیسی: Accrington Stanley Football Club) یک باشگاه فوتبال در شهر آکرینگتون، کشور انگلستان است که در سال ۱۹۶۸ میلادی تأسیس شده‌است. این تیم اکنون در لیگ دسته دو انگلیس قرار دارد